# Adolf Strachow
Adolf Strachow (ros. Адо́льф Ио́сифович Стра́хов, właściwie Brasławski, ur. 18 października 1896 w Jekatierinosławiu, zm. 3 stycznia 1979 w Charkowie) – radziecki grafik i rzeźbiarz pochodzenia żydowskiego.
Studiował u Josifa Mormone w Szkole Sztuk Plastycznych w Odessie, którą ukończył w roku 1915.
W latach 1919–1922 pracował jako grafik w Charkowie w gazetach „Zwiezda”, „Donieckij kommunist” i „Sielskaja prawda”. Zajmował się rysunkami satyrycznymi. Zaprojektował też obelisk na grobie żołnierzy rewolucji. W Dniepropietrowsku zbudował łuk triumfalny.
Od roku 1921 tworzył plakaty polityczne. Plakat na dzień kobiet – 8 marca 1926 z hasłem „Wyzwolona kobieto – buduj socjalizm” stał się jego najwybitniejszym dziełem.
Zajął się też grafika książkową, ilustrował dzieła Tarasa Szewczenki, Fiodora Dostojewskiego, Lwa Tołstoja, Marka Twaina.
W roku 1933 stworzył popiersie Tarasa Szewczenki, które zostało powielone w wielu egzemplarzach.
W okresie wojennym 1941-1945 powrócił do projektowania plakatów propagandowych. Po wojnie zajął się tworzeniem pomników, głównie w miastach Ukrainy.